# Vilejšov

Teich in der früheren Ortsmitte

Blick vom Teich über die Wüstung nach Süd

Vilejšov, auch Nová Ves (deutsch Willersdorf, auch Neudörfl), ist eine Wüstung im Okres Teplice in Tschechien.

## Geographie
Die Wüstung befindet sich in Nordböhmen im böhmischen Teil des Erzgebirges, vier Kilometer nördlich von Dlouhá Louka (Langewiese) am Oberlauf der Flöha in 790 m Höhe am Kammweg. Das Kataster Nová Ves u Oseka mit einer Fläche von 563,638 ha gehört heute zur Stadt Osek (Ossegg).
Vilejšov befand sich am östlichen Fuße des 819 m hohen Liščí hůrka (Fuchshübel) beiderseits der Flöha. Durch den Ort führte die Straße von Dlouhá Louka über Mackov zum Žebrácký roh.
Westlich befand sich Fláje, im Norden Mackov, im Nordosten Oldříš, im Osten Nové Město sowie im Süden Dlouhá Louka An der Kreuzung nach Fláje steht ein Wegkreuz von 1809.
Heute führt entlang der Flöha der Europäische Fernwanderweg E3 durch Vilejšov.

## Geschichte

Letzte Ruine von Vilejšov am Waldrand

Die Existenz von Neudörfl ist seit dem 16. Jahrhundert belegt. Die Siedlung entstand am Flöha-Übergang eines alten Handelsweges, der von Teplitz, Klostergrab, Deutzendorf (Domaslavice), Krinsdorf (Křižanov) durch den Deutzendorfer Grund (Domaslavické údolí). den Dreiherrensteinberg (Vrch tří pánů, 875 m) von Böhmen nach Rechenberg in Sachsen führte. Im Laufe der Zeit wurde die Ansiedlung zu einem Dorf ausgebaut, das als Willersdorf bezeichnet wurde. Seit 1667 war der Ort nach Fleyh gepfarrt, zuvor war die Pfarre in Ossegg zuständig.
Im Theresianischen Kataster von 1757 sind für Willerstorff 22 Bauernwirtschaften, eine einradige Mühle und ein Fuhrmann aufgeführt, die der Familienfideikommissherrschaft Dux untertänig waren.
Im Jahr 1831 bestand Willersdorf aus insgesamt 46 Häusern mit 222 deutschsprachigen Einwohnern. Davon gehörten 42 Häuser mit 212 Einwohnern zur Herrschaft Dux und vier Häuser mit zehn Einwohnern zur Herrschaft Bilin, wobei der Biliner Anteil Neudorf genannt wurde. Im Duxer Anteil befanden sich ein Forsthaus und eine Mahlmühle. Bis zur Mitte des 19. Jahrhunderts blieb Willersdorf bzw. Neudorf anteilig den Herrschaften Dux bzw. Bilin untertänig.
Auch nach der Aufhebung der Patrimonialherrschaften blieb das Dorf geteilt. Der Duxer Anteil von Willersdorf bildete ab 1850 einen Ortsteil der Gemeinde Fleyh im Leitmeritzer Kreis und Gerichtsbezirk Dux, der Biliner Anteil gehörte zur Gemeinde Moldau im Gerichtsbezirk Teplitz. Beide Anteile gehörten ab 1868 zum Bezirk Teplitz, 1896 wurde der Duxer Anteil dem Bezirk Dux zugeordnet. Mit der Bildung der Gemeinde Neustadt im Jahre 1886 gehörte zu dieser auch der Biliner Anteil von Willersdorf, ab 1922 war er Teil der Gemeinde Ullersdorf. In dem sich beiderseits der Flöha erstreckenden Dorf stand eine Kapelle. Im Jahre 1900 lebten in den 52 Häusern von Willersdorf 239 Personen. 1930 hatte das aus 48 Häusern bestehende Dorf 228 Einwohner. Wegen der Abgelegenheit wurde ab den 1930er Jahren der Schulunterricht im Winter im Ort abgehalten. In Folge des Münchner Abkommens wurde Willersdorf 1938 dem Deutschen Reich zugeschlagen und gehörte bis 1945 anteilig zu den Landkreisen Dux und Teplitz-Schönau. Während des Zweiten Weltkrieges entstand 1942 in einer Baracke das erste eigene Schulhaus. 
Nach dem Ende des Krieges kam Willersdorf zur Tschechoslowakei zurück und die deutschböhmische Bevölkerung wurde vertrieben. Eine Wiederbesiedlung gelang nur in geringen Umfang. Im Jahre 1948 erfolgte die amtliche Umbenennung von Willersdorf in Nová Ves, wogegen die Bewohner den Ort Vilejšov nannten. Im Zuge des Baus der Trinkwassertalsperre Fláje wurde das im Einzugsgebiet gelegene Dorf 1955 aufgegeben. Mit der Auflösung der Gemeinde Fláje wurde das Kataster Nová Ves u Oseka um 1960 der Stadt Osek zugeschlagen.
Heute sind von Vilejšov nur noch die Grundmauern einiger Häuser und die Ruine des Gasthauses sichtbar.